# مؤسسه خیریه بهنام دهش‌پور
مؤسسه خیریهٔ بهنام دهش‌پور یک سازمان خیریه مردم‌نهاد، غیردولتی و غیرانتفاعی است. این مؤسسه در نیمهٔ دوم سال ۱۳۷۴ بر پایهٔ ایده و پیگیری‌های بهنام دهش‌پور فعالیت‌های خود را آغاز کرد و این مسیر با حمایت داوطلبان و حامیان و با دریافت مجوز قانونی در سال ۱۳۷۹ و تاکنون ادامه داشته‌است. این مؤسسه در زمینه کمک و مساعدت تأمین هزینه‌های درمانی بیماران مبتلا به سرطان و انجام کلیهٔ امور خدماتی بر اساس نیاز و درخواست بخش سرطان بیمارستان‌های دانشگاهی و جلب همیاری و مشارکت مادی و معنوی مردم در حمایت از بیماران نیازمند و جذب نیروهای علاقه‌مند و مردمی جهت ارائهٔ خدمات درمانی و جانبی به افراد نیازمند فعالیت می‌کند.

## بهنام دهش‌پور
بهنام دهش‌پور به نوعی اولین بنیان‌گذار مؤسسهٔ خیریهٔ بهنام دهش‌پور واقع در بخش رادیوتراپی و انکولوژی در بیمارستان شهدای تجریش تهران است. بهنام متولد سال ۱۳۵۳ بود. او فرزند شهلا لاجوردی و بهمن دهش‌پور است. بهنام در سال ۱۳۷۱ و در سن ۱۷ سالگی به سرطان کبد مبتلا شد و با وجود اینکه درمان بیماری‌اش را در داخل و خارج از کشور پیگیری کرد، عاقبت در ۳ اسفندماه سال ۱۳۷۴ و در سن ۲۱ سالگی بر اثر این بیماری درگذشت.

## تاریخچهٔ ایجاد مؤسسه
بهنام در جریان آخرین دورهٔ معالجات خود در ایران به علت کمبود امکانات پرتودرمانی در مراکز درمانی خصوصی، مداوای خود را در بیمارستان شهدای تجریش پی گرفت که بخش رادیوتراپی آن تنها با یک دستگاه کبالت موجود، در ساختمانی نیمه‌تمام مشغول به کار بود. او که به شدت تحت تأثیر شرایط نامطلوب بیماران قرار گرفته بود، به رغم پیشرفت بیماری، با کمک خانواده و دوستانش اقدام به برگزاری بازارچهٔ خیریه کرد. همچنین با همکاری دوستانش کنسرت پیانویی در فرهنگسرای ارسباران برگزار کرد و حتی در آخرین شب زندگی‌اش با فروش شمع‌های تزیینی به کمک بیماران شتافت. عواید حاصل از این برنامه‌ها در سال ۱۳۷۵ پس از مرگ بهنام دهش‌پور به همراه سایر کمک‌های نیکوکاران صرف تکمیل و تجهیز سالن انتظار بخش رادیوتراپی و بازی کودکان شد.
در ابتدا این مؤسسه در ساختمان نیمه‌تمام رادیوتراپی و انکولوژی کار خود را به پیشنهاد دکتر حسین مدنی ریاست وقت این بخش آغاز کرد و دفتری برای همراهی بیشتر به منظور تکمیل و تجهیز این بخش به مؤسسه اختصاص داده شد. در دی‌ماه سال ۱۳۷۷ تقاضای تأسیس مؤسسهٔ خیریهٔ بهنام دهش‌پور به هیئت مؤسسان؛ خانم شهلا لاجوردی (مادر بهنام)، آقای بهمن دهش‌پور (پدر بهنام)، محمد لاجوردی (دایی بهنام) و آقای دکتر حسین مدنی (ریاست وقت بخش)، با هدف کمک و مساعدت تأمین هزینه‌های درمانی بیماران مبتلا به سرطان و انجام کلیهٔ امور خدماتی بر اساس نیاز و درخواست بخش سرطان بیمارستان‌های دانشگاهی و جلب همیاری و مشارکت مادی و معنوی مردم در حمایت از بیماران نیازمند و جذب نیروهای علاقه‌مند و مردمی جهت ارائهٔ خدمات درمانی و جانبی به افراد نیازمند و خانوادهٔ آنان داده شد و مؤسسه در تاریخ ۱۳ اسفندماه ۱۳۷۹ به شمارهٔ ۱۲۶۸۴ به ثبت رسمی رسید و با ۱۱ نفر هیئت امنا و پنج نفر هیئت مدیره به صورت داوطلبانه به کار خود رسمیت داد.

## نحوهٔ اداره کردن و شیوهٔ درمان خیریه
این مؤسسهٔ خیریه با همکاری و حمایت بسیاری از داوطلبان و حامیان این سازمان اداره می‌شود. ارائهٔ خدمات بهداشتی، پشتیبانی و خدمات فرهنگی به بیماران و خانواده‌های آن‌ها بدون توجه به نوع سرطان، مرحلهٔ بیماری، سن، جنسیت، ملیت و مذهب آن‌ها انجام می‌شود.

## اطلاع‌رسانی سرطان پستان
این سازمان خیریه در حال برای راه‌اندازی غرفه برای افزایش آگاهی در مورد سرطان پستان همزمان با ماه مبارزه با سرطان پستان با هدف ارائهٔ اطلاعات و حمایت از کسانی که مبتلا به سرطان پستان هستند. همان‌طور که سازمان جهانی بهداشت توضیح می‌دهد؛ سرطان پستان هر ساله ۲/۱ میلیون زن را مبتلا می‌کند و همچنین بیشترین مرگ و میر ناشی از سرطان را در میان زنان دارد. در سال ۲۰۱۸ تخمین زده می‌شود که ۶۲۷۰۰۰ زن از سرطان پستان فوت شده‌اند که تقریباً ۱۵٪ از کل مرگ و میرهای سرطان در میان زنان است. درحالی‌که میزان سرطان پستان در میان زنان در کشورهای توسعه‌یافته بالاتر است اما این میزان به‌طورکلی در سطح جهان رو به افزایش است.
یکی از اهداف این مؤسسه، افزایش دانش و آگاه‌سازی، ارتقای اطلاعات و حمایت از سازمان‌های دولتی، غیردولتی و بین‌المللی، با افزایش کیفیت خدمات پزشکی و حمایت از آن، و به‌طور مداوم و با بهبود نگرش عمومی در مورد سرطان و از بین بردن باورهای غلط و نادرست در مورد این بیماری است.